# Yacimiento arqueológico del Cerro de San Cristóbal
El yacimiento arqueológico del Cerro de San Cristóbal se enclava en la cumbre del cerro del mismo nombre del municipio español de Almonaster la Real, en la provincia de Huelva, Andalucía, en una pequeña meseta que se forma en la ladera norte.

## Descripción
La realización de obras para la construcción de un camino y la colocación de torretas y antenas evidenciaron la existencia de un hábitat que ha sido fechado, en base a los materiales cerámicos, durante el final de la Edad del Bronce. Sobre el terreno se observan restos cerámicos, molinos, pulimentados e improntas de cabaña. No se aprecian restos de construcciones ni estructuras murarias. El cerro tiene una altitud máxima de 912 metros y los materiales cerámicos y arqueológicos se extienden a lo largo de cinco hectáreas. Este hábitat puede considerarse un asentamiento típico de altura perteneciente al mencionado periodo. No parece que pudiese presentar algún tipo de estructura arquitectónica de gran envergadura que pudiera relacionarse con una cerca o muralla. No obstante, por la abundante dispersión de materiales en superficie, puede ser considerado un hábitat de cierta importancia en cuanto a densidad de población, teniendo en cuenta que sólo se ha considerado una única fase de ocupación que se puede fechar en torno al 1100-800 a. C.

## Estatus patrimonial
El yacimiento arqueológico del Cerro de San Cristóbal es un inmueble inscrito con carácter genérico en el Catálogo General del Patrimonio Histórico Andaluz por Resolución de 28 de julio de 2005, de la Dirección General de Bienes Culturales de la consejería de Cultura de la Junta de Andalucía. Goza del nivel de protección establecido para dichos bienes en la Ley 14/2007, de 26 de noviembre, del Patrimonio Histórico de Andalucía.